# 长兴岛街道
长兴岛街道，是中华人民共和国辽宁省大連市瓦房店市下辖的一个乡镇级行政单位。

## 行政区划
长兴岛街道下辖以下地区：
海上村、三堂村、三咀村、广福村、新港村、世辉耀村、长岭村和沙包村。